# ايبك سويلو
ايبك سويلو ((بالتركية: İpek Soylu)‏) مواليد (15 أبريل 1996 في أضنة)، هي لاعبة كرة مضرب تركية تلعب باليد اليمنى وتحتل حالياً المرتبة 176 (18 أبريل 2016) في تصنيف رابطة محترفات كرة المضرب.

## وصلات خارجية
- ايبك سويلو على موقع رابطة محترفات التنس (الإنجليزية)
- ايبك سويلو على موقع الاتحاد الدولي لكرة المضرب (الإنجليزية)
- ايبك سويلو على موقع كأس بيلي جين كينغ (الإنجليزية)
- ايبك سويلو على موقع خلاصة التنس.كوم (الإنجليزية)

- الموقع الرسمي